# Warche
Il Warche è un fiume del Belgio orientale. Dalla sua sorgente a Losheimergraben, nei pressi del confine con la Germania, scorre per circa 50 km nell'area meridionale delle Hautes Fagnes.
Attraversa la città di Malmedy e i laghi artificiali di Bütgenbach e Robertville, formatisi dopo la realizzazione di due dighe sul fiume stesso. È affluente destro del fiume Amblève, che incontra nei pressi Stavelot.